# Tuberolabium
 Tuberolabium – rodzaj roślin z rodziny storczykowatych (Orchidaceae). Rośliny z tego gatunku rosną w lasach na wysokościach 500 – 1500 m n.p.m. Występują na Tajwanie, w indyjskim regionie Asam, w Mjanmie, Tajlandii, Wietnamie, na Borneo, Jawie, Molukach, na Filipinach, na Celebes, Sumatrze, w Nowej Gwinei, w australijskim stanie Queensland, na Marianach oraz na Wyspach Cooka.

## Morfologia
Rośliny epifityczne z wyprostowaną lub wiszącą łodygą. Liści kilka, wyprostowanych. Kwiatostan rozgałęziony, wiszący. Kwiaty zakwitają jednocześnie na całym kwiatostanie, skierowane we wszystkie kierunki. Kwiaty rozpostarte, dość trwałe, czasami mocno pachnące. Warżka mocna przymocowana do nasady kolumny. Rośliny posiadają dwa pylniki, woskowate, półkoliste do jajowatych. 

## Systematyka
Rodzaj z podrodziny epidendronowych (Epidendroideae) z rodziny storczykowatych (Orchidaceae), rząd szparagowce (Asparagales) w obrębie roślin jednoliściennych.
Wykaz gatunków
- Tuberolabium camperenik Yudistira, Naive & Romiyadi
- Tuberolabium elobe (Seidenf.) Seidenf.
- Tuberolabium erosulum (J.J.Sm.) Garay
- Tuberolabium escritorii (Ames) Garay
- Tuberolabium kotoense Yamam.
- Tuberolabium pendulum P.O'Byrne & J.J.Verm.
- Tuberolabium quisumbingii (L.O.Williams) Christenson
- Tuberolabium subulatum Jian W.Li & X.H.Jin
- Tuberolabium woodii Choltco
- Tuberolabium zollingeri (Rchb.f.) Ormerod & Juswara